# Alan Gelfand

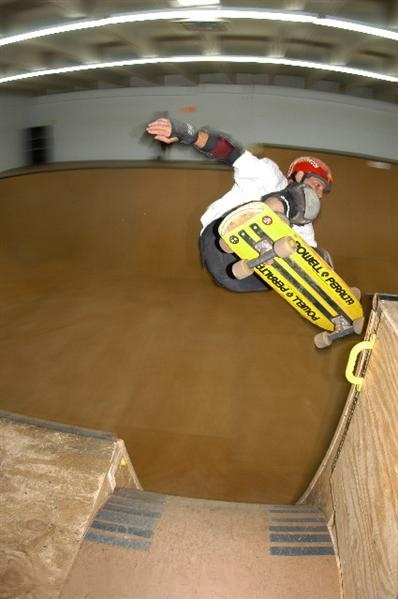
Ollie, Alan "ollie" Gelfand

Alan Gelfand (1963, New York) was een professioneel skateboarder en is de uitvinder van de ollie, een skateboardtrick.
Alan "Ollie" Gelfand begon in 1974 met het skateboarden. In 1976 won hij de South Florida Skateboard Championships. Eind 1976 zou Hollywood zijn eigen skatepark krijgen genaamd Skateboard USA. Dit park met zijn niet-perfecte verticale transitions was niet typisch voor de eerste generatie skateparken en het was de over-verticale sectie van de grote bowl die een belangrijke rol speelde in Gelfands ontwikkeling van de ollie in 1976. In1977 begonnen Gelfands vrienden Kevin Peterson, Craig Snyder, Jeff Duerr, en Scott Goodman de "no-hands aerial" te benoemen als "ollie", waarbij ze de bijnaam gebruikten die ze Gelfand enkele maanden eerder hadden gegeven.
In de zomer van 1977 bezocht de Californische skateboarder Stacy Peralta de Solid Surf Skate Park in Fort Lauderdale waar hij Gelfand ontmoette en vol ongeloof deze nieuwe trick zag. In 1978 richtte Peralta Powell Peralta op, samen met skateboard fabrikant George Powell, waarbij hij Gelfand als het eerste lid van zijn nieuwe team verwelkomde samen met Ray "Bones" Rodriquez. Dit team werd later bekend als de legendarische Powell Peralta Bones Brigade die ook andere beroemde skaters bevatte, zoals Mike McGill, uitvinder van de 540 aerial oftewel "McTwist" en ook Rodney Mullen, die tijdens de 1980’s bekend raakte als een van de meest invloedrijke freestyle skaters.
Een ander jong Bones Brigade lid, Tony Hawk, gebruikte de ollie als een manier om hoger in de lucht te komen als hij airs maakte. De ollie veranderde de diverse stijlen vert, street, evenals het freestyle skateboarding op een revolutionaire manier en tegenwoordig zijn de meeste skateboard tricks gebaseerd op de ollie. Eind jaren 90 kwam de ollie zelfs terecht in de Oxford English Dictionary maar de oorsprong stond er niet bij.
In februari 2004 corrigeerde het woordenboek door Alan “Ollie” Gelfand als de uitvinder erbij te zetten. Gelfand stopte in 1981 met het skateboarden vanwege knie blessures, een burn-out en vanwege de sluiting van de meeste Amerikaanse skateparken in 1980.
In de jaren 80 ging Gelfand meedoen met autoraces waarbij hij diverse prijzen won. In 1987 won Gelfand de World Karting Association, oftewel WKA Grand National Championship. Vanaf toen won hij nog vier 24-uur races waarbij hij in VW’s reed die hij bouwde in een werkplaats, genaamd “Ollieprep”. In 2001 racete Gelfand in de Grand Am Cup achter het stuur van een 2000 model Porsche 986 Boxter. Gelfand werd een jaar later derde in verschillende Amerikaanse competities.
In 2001 keerde Gelfand terug naar het skateboarden en in 2002 opende hij een park in Hollywood, Florida genaamd "Olliewood".